# Oleria faunula
Oleria faunula is een vlinder uit de familie Nymphalidae. De wetenschappelijke naam van de soort is voor het eerst geldig gepubliceerd in 1929 door Rudolf Bargmann.